# I Love You but I've Chosen Darkness (EP)
I Love You but I've Chosen Darkness è il primo EP del gruppo musicale statunitense omonimo, pubblicato il 18 novembre 2003 dalla Emperor Jones Records.

## Tracce
Testi e musiche degli I Love You but I've Chosen Darkness.
1. We're Still the Weaker Sex – 3:50
2. The Less You See – 4:04
3. I Want to Die in the Hot Summer – 3:01
4. When You Go Out – 2:52
5. Your Worst Is the Best – 4:01

## Formazione
Gruppo
- Christian Goyer – voce, chitarra
- Edward Robert – basso
- Ernest Salaz – chitarra
- Timothy White – batteria, percussioni
- Daniel Del Favero – chitarra
- Jason McNeely – chitarra, voce aggiuntiva

Produzione
- Britt Daniel – produzione
- Joshua Case – ingegneria del suono
- Miori Matsumoto – copertina